# Lepthyphantes venereus
Lepthyphantes venereus este o specie de păianjeni din genul Lepthyphantes, familia Linyphiidae, descrisă de Simon, 1913.
Este endemică în Algeria. Conform Catalogue of Life specia Lepthyphantes venereus nu are subspecii cunoscute.